# Spejbl en Hurvínek-theater

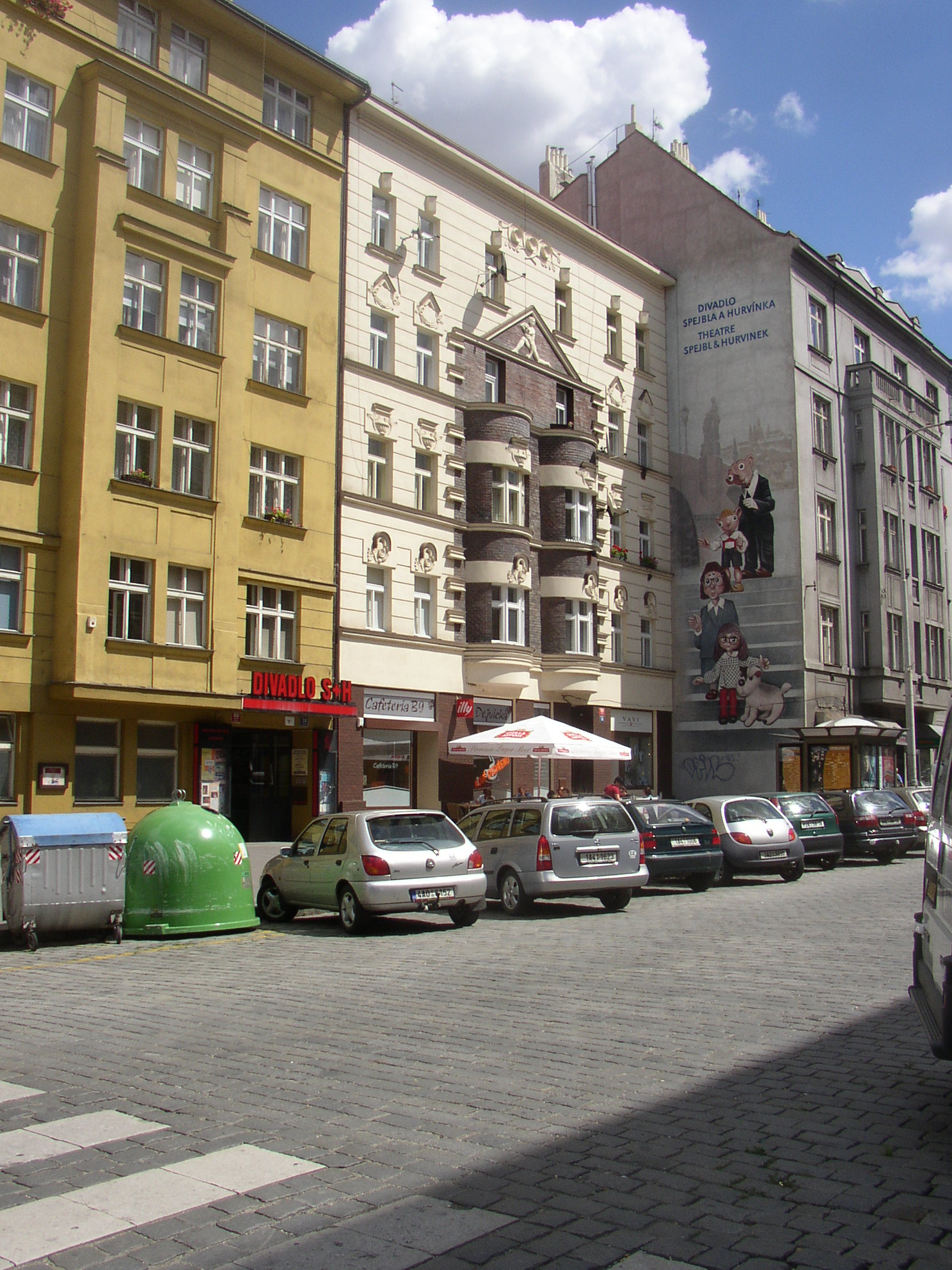
Divadlo Spejbla a Hurvínka

Het Spejbl en Hurvínek-theater (Tsjechisch: Divadlo Spejbla a Hurvínka) is een theater voor poppenspel in de Tsjechische hoofdstad Praag. Het theater, dat zich bevindt in de wijk Bubeneč, werd in 1930 opgericht door de bekende Tsjechische poppenspeler Josef Skupa. Naamgevers van het theater zijn de bekendste creaties van de oprichter, poppen Spejbl en Hurvínek.

## Geschiedenis
In eerste instantie werd het poppentheater in 1930 opgericht in de stad Pilsen, zo'n 100 kilometer ten zuidwesten van Praag. Skupa's poppen Spejbl en Hurvínek genoten al enige bekendheid in Pilsen en dat was de reden dat Skupa deze naam koos voor zijn theater. In januari 1944 werd Skupa gearreseerd door de nazi's en opgesloten in een gevangenis in Dresden. Na een succesvolle ontsnapping opende hij in oktober 1945 een nieuw Spejbl en Hurvínek-theater in Praag.
Na de dood van Josef Skupa in 1957 werden de rollen van Spejbl en Hurvínek overgenomen door theaterdirecteur Miloš Kirschner, die Skupa zelf als zijn vervanger had aangewezen. Kirschner heeft op zijn beurt het vak overgedragen aan Martin Klásek, die op 17-jarige leeftijd al zijn debuut maakte. Sinds Kirschner in 1996 op 69-jarige leeftijd overleed is Klásek de derde vaste poppenspeler in het theater. Anno 2008 worden er nog steeds voorstellingen gegeven in het theater en zijn er al zo'n 250 verschillende verhalen over Spejbl en Hurvínek voorgedragen, zowel voor kinderen als voor volwassenen.
Naast de optredens in het theater in eerst Pilsen en later Praag, worden er ook optredens in andere landen verzorgd. In het kader van deze wereldwijde verspreiding van Spejbl en Hurvínek is er in 31 verschillende landen opgetreden in 18 verschillende talen. Zo heeft het gezelschap in 1930, 1958 en 1964 in België opgetreden.